# Captain Underpants: The First Epic Movie
Captain Underpants: The First Epic Movie (Brasil: As Aventuras do Capitão Cueca - O Filme / Portugal: Capitão Cuecas - O Filme) é um filme americano de animação, em americano baseado em um livro ilustrado de mesmo nome, escrito por Dav Pilkey, Produzido por DreamWorks Animation, o filme é dirigido por David Soren e escrito por Nicholas Stoller. foi lançado em 2 de junho de 2017 pela 20th Century Fox.
É o filme mais barato que a DreamWorks Animation já fez. Com o orçamento de 38 Milhões, e um retorno nas bilheterias de 125,4 Milhões. O Filme virou um sucesso de crítica, sendo mundialmente elogiado.
No RT, o filme recebeu 87% de aprovação da crítica, com uma média de 7.00 de 10.00, e o consenso crítico diz: "Com um enredo arrumado, animação limpa e humor que se encaixa perfeitamente em seu material de origem, Capitian Underpants é um entretenimento que não cria uma barreira entre os membros da família. No Metacritic, o filme também foi bem aceito com "críticas geralmente favoráveis", com uma aprovação de 69/100. Uma continuação foi descartada pela DreamWorks Animation.

## Elenco

### Elenco americano
- Jorge - Kevin Hart
- Capitão Cueca/ Diretor Krupp - Ed Helms
- Professor Fraldinha suja - Nick Kroll
- Haroldo - Thomas Middleditch
- Melvin - Jordan Peele
- Edith - Kristen Schaal
- Senhora Ribble - Dee Dee Rescher
- Tommy - David Soren
- Senhor Fyde - Mel Rodriguez
- Senhora Dayken - Susan Fitzker
- Mãe do Jorge - Lynnanne Zager

## Créditos da Empresa
Empresas de Produção
 DreamWorks Animation 
Mikros Image
 Scholastic Press